# Conostigmus abdominalis
Conostigmus abdominalis (лат.) — вид наездников из семейства Megaspilidae отряда Перепончатокрылые насекомые. Голарктика.

## Описание
Церафроноидные наездники длиной около 2 мм. От близких видов отличаются следующими признаками: имеется лицевая борозда; стернаули вытянутые, превышают 1/2 длины мезоплеврона на уровне стернаулей; гениталии самцов с 1–3 вершинными пароссикулярными щетинками. Усики 11-члениковые. Простые глазки (оцеллии) располагаются в тупоугольном треугольнике. Жгутики антенн самцов нитевидные. Мезоплевры со стернаулями, парапсидальные борозды прямые. Паразитоиды насекомых.